# Louise Radecke
Louise Radecke (Celle, 1847 – ?) fou una soprano alemanya. Estudià al Conservatori de Colònia, i als vint anys es presentà per primera vegada al públic interpretant el rol de d'Agata de l'òpera Der Freischütz i aconseguint un gran èxit. Successivament cantà a Weimar, Karlsruhe i Riga i el 1873 fou contractada pel rei Lluís II de Baviera conegut com (el rei boig), per a interpretar el repertori wagnerià en l'Òpera de Múnic, però tres anys després va contraure matrimoni i abandonà el teatre quan estava en plenitud del seu talent i de les seves facultats.